# Barachiel

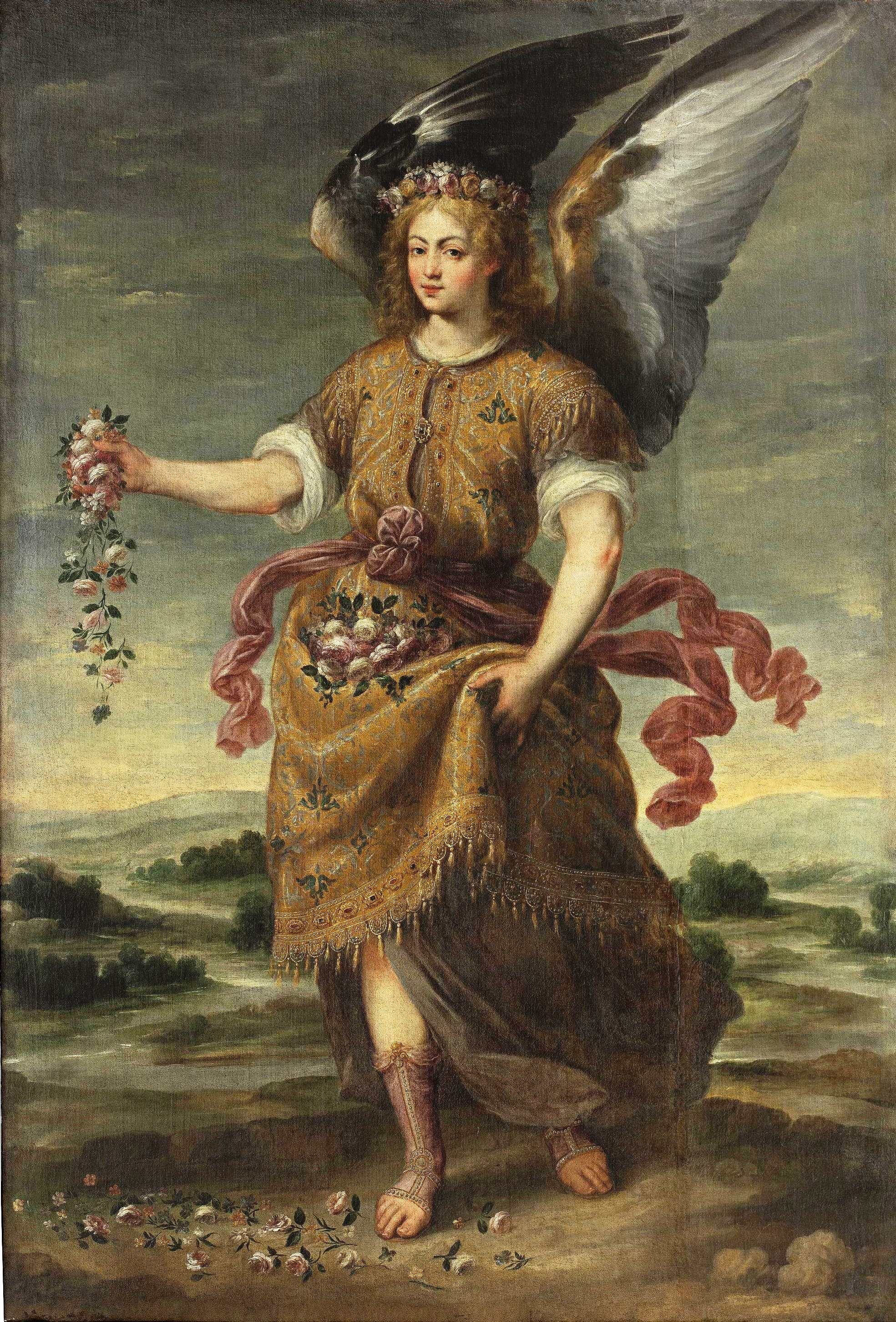
Archange Baraquiel par Bartolomé Román (Museo del Prado)

Barachiel (« bénédictions de Dieu ») est un des sept archanges dans la tradition byzantine, qu'elle soit orthodoxe ou catholique, notamment en Europe de l'Est.
Au niveau iconographique, on montre parfois l'archange Barachiel tenant une rose blanche contre sa poitrine, ou bien avec des pétales de roses parsemant ses vêtements.
Ses attributions sont aussi diverses que les bénédictions qui lui valent son nom, mais certaines traditions le considèrent aussi comme le chef des anges gardiens, et on peut le prier pour tous les bienfaits que l'ange gardien confère dans le cas où on ne prie pas directement cet ange gardien, personnel à tout baptisé.

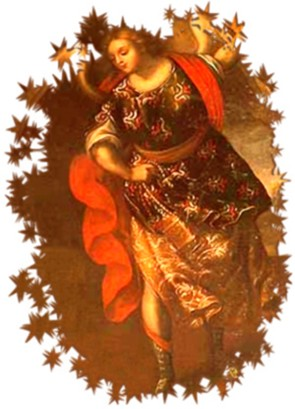
L'archange Barachiel